# Brunonidi
I Brunonidi sono una famiglia nobile della Sassonia, che nel X e XI secolo deteneva dei domini in Ostfalia (intorno a Braunschweig) e Frisia.

## Origini
I Brunonidi affermano di essere discendenti del duca Bruno di Sassonia († 880) figlio maggiore Liudolfo, appartenente alla dinastia ottoniana. Questo rapporto di parentela è considerato fattibile in quanto i nomi Bruno e Liudolfo  sono portati dai Brunonidi e i loro domini sono nella stessa regione di quelli dei primi Liudolfingi. I contemporanei sembrano aver considerato i Brunonidi come una linea maschile parente dei re ottoniani, come dimostra la candidatura per il titolo reale di Bruno I, conte di Brunswick. Tuttavia, nulla dimostra che i Brunonidi fossero parenti dei Liudolfingi, perché non si sa nulla dei figli del duca Bruno. 
I più antichi domini dei Brunonidi erano situati nel Derlingau, da cui estesero la loro area di influenza ai paesi limitrofi. La città di Brunswick, situata a ovest di Derlingau, diventò il centro della contea nel IX o X secolo; secondo la leggenda, Brunswick, il cui nome significa letteralmente "la città di Bruno", fu fondata da un brunonide di nome "Bruno", senza sapere quale. La loro contea era  conosciuta come la contea di Brunswick. Il più antico brunonide (in tedesco: Brunoner) è il conte Liudolfo, citato nel 942. Il primo membro certo della famiglia è Bruno I, conte di Brunswick, attestato dal 991. Il conte Bruno tentò, senza successo, di succedere a Ottone III, imperatore del Sacro Romano Impero nel 1002, come re dei Romani. Nel 1067, il nipote di Bruno Egberto I di Meißen, ricevette il margraviato di Meißen dall'imperatore Enrico IV. Suo figlio, Egberto II, si oppose allo stesso sovrano e perdette i suoi diritti sul margraviato di Meißen e la Frisia. 
La morte di Egberto II di Meißen segnò la fine della linea dei Brunonidi. La sorella di Egberto II, Gertrude di Brunswick, ebbe una figlia con il suo secondo marito, Enrico, margravio di Frisia, della casata di Northeim. Questa figlia, Richenza di Northeim († 1141), sposò Lotario II di Supplimburgo, duca di Sassonia, che diventò imperatore. La loro figlia Gertrude († 1143), sposò Enrico X, duca di Sassonia e il duca di Baviera, membro della casata dei Welfen. Attraverso questa linea dei Welfen, ereditò i domini dei Brunonidi intorno a Brunswick, che controllarono fino al XX secolo.

## Genealogia
1. Bruno I, conte di Brunswick († 1015/16), sposò Gisella di Svevia (nata verso il 990; † 15 febbraio 1043 a Goslar).
  1. Liudolfo, margravio di Frisia, († 23 aprile 1038), sposò Gertrude di Frisia († 1077).
    1. Bruno II (1024 circa - † 26 giugno 1057), margravio di Frisia;
    2. Egberto I († 1068), sposò Immilla di Torino.
      1. Egberto II († 1090), sposò Oda di Meißen;
      2. Gertrude di Brunswick († 1117), sposò Teodorico  II, conte di Katlenburg († 1085), poi Enrico di Northeim, margravio di Frisia († 1101), infine Enrico I, margravio della Marca orientale sassone († 1103).

## Fonti
- (FR) Anthony Stokvis, Manuel d'histoire, de généalogie et de chronologie de tous les États du globe, depuis les temps les plus reculés jusqu'à nos jours, préf. H. F. Wijnman, éditions Brill Leyde, 1890-1893, réédition 1966, Volume III, chapitre VIII: Margraves de Thuringe, Misnie et Lusace: « Maison des Brunons » et tableau généalogique.
- (DE)  Freytag, Hans-Joachim, Brunonen. Kategorie:Wikipedia:NDB-Link ohne GND dans : Neue Deutsche Biographie (NDB), volume 2, Duncker & Humblot, Berlin 1955, p. 684–685 (original numérisé [archive]).
- (DE)  Tania Brüsch, Die Brunonen, ihre Grafschaften und die sächsische Geschichte: Herrschaftsbildung und Adelsbewußtsein im 11. Jahrhundert [The Brunonids, their Counties and the History of Saxony: Development of Power and the Consciousness of Nobility during the 11th Century], Husum, Matthiesen, 2000 (ISBN 3-7868-1459-7)